# 弗拉基米爾·維克托羅維奇·莫羅佐夫
弗拉基米爾·維克托羅維奇·莫罗佐夫（俄语：Владимир Викторович Морозов；1992年6月16日—）是一位俄羅斯游泳運動員，他擅長自由泳、仰泳。他在2012年倫敦奧運會上奪得男子4×100米自由泳接力項目的銅牌。
2016年7月，國際游泳總會宣布2015年俄羅斯喀山世界游泳錦標賽中七名俄羅斯運動員（米哈伊尔·多夫加柳克、尤莉亞·伊菲莫娃、尼基塔·洛賓采夫、安娜斯塔西亞·克拉皮維娜、娜塔莉亞·羅芙可娃、弗拉基米爾·莫罗佐夫、達莉婭·K·烏斯季諾娃）留下的尿液檢體重新做檢測結果呈現陽性反應，因此將這些選手加以禁賽而無法參加里約奧運。后来，這些被禁止参加奥运的俄罗斯游泳运动员向国际体育仲裁院上诉，最终這七位的奥运资格被恢复。